# Bukowina (Korzenica)
Bukowina – osada wsi Korzenica w Polsce położona w województwie podkarpackim, w powiecie jarosławskim, w gminie Laszki.
Osada jest sołectwem w gminie Laszki.
W latach 1975–1998 osada należała administracyjnie do województwa przemyskiego.